# Run Coyote Run
Run Coyote Run é uma série de televisão mexicana de ação, comédia e aventura, criada, dirigida e escrita por Gustavo Loza. A primeira temporada da série estreou em 8 de maio de 2017 no Canal Fox. É protagonizada por Harold Torres e Eivaut Rischen.
Em 18 de maio de 2017, o canal Fox confirmou que a série havia sido renovada para uma segunda temporada, devido ao sucesso da primeira temporada. Em 18 de setembro de 2018, a segunda temporada foi estreada.
Em 2019, as gravações para a terceira temporada foram iniciadas com novos atores, entre eles Christian Chavez. 

## Sinopse
A série apresenta a história de Gama e Morris, dois amigos que se juntam para montar uma "agência de viagens" especializada em migração ilegal para os Estados Unidos, que é capaz de libertar qualquer agente de imigração. Neste novo lançamento, enfrentaremos novos riscos, dentre os quais destacamos a sagacidade máxima para fazer com que o negócio continue a prosperar.

## Elenco
| Ator                  | Papel                 |
| --------------------- | --------------------- |
| Harold Torres         | Gamaliel              |
| Eivaut Rischen        | Morris                |
| Macarena Miguel       | Teresa                |
| Noé Hernández         | Don Rómulo            |
| Héctor Jiménez        | Güevín                |
| Jean Roland Dufresne  | Kewewe                |
| Maya Zapata           | Olga                  |
| Byrdie Bell           | Alice                 |
| Fernando Gaviria      | González              |
| Fidel Zerda           | Jaguar                |
| Gustavo Terrazas      | Najera como Juan      |
| Ignacio Guadalupe     | Presidente Municipal  |
| Khris Cifuentes       | Yuriokis              |
| Alfredo Ahnert        | Scott                 |
| José Carlos Rodríguez | Presidente de la Liga |
| Daniel Vives          | Francis               |
| Marius Biegai         | Papá Morris           |
| Abigail Kuklis        | Mamá Morris           |
| Christian Chavez      | Jacob                 |

## Temporadas
| Temporada | Episódio | Começo                 | Final                  |
| --------- | -------- | ---------------------- | ---------------------- |
| 1         | 13       | 8 de Maio de 2017      | 31 de de Julho de 2017 |
| 2         | 13       | 18 de Setembro de 2018 | 11 de Dezembro de 2018 |
| 3         | -        | -                      | -                      |